# Calathea modesta
Calathea modesta là một loài thực vật có hoa trong họ Marantaceae. Loài này được Brongn. ex Gris mô tả khoa học đầu tiên năm 1859.